# Списак владара Чешке
Ово је списак владара Чешке:

## Пшемисловићи
- 721-760 Пшемисл, легендарни кнез
- 760-??? Незамисл, легендарни кнез
- ???-??? Мната, легендарни кнез
- ???-??? Војен, легендарни кнез
- ???-??? Внислав, легендарни кнез
- ???-??? Кшесомисл, легендарни кнез
- ???-??? Неклан, легендарни кнез
- ???-870 Гостивит, легендарни кнез
- 870-872 Борживој I (Боривој), први историјски познат кнез
- 872-895 Сватоплук I, не династички владар
- 895-915 Збигњев I Пшемисл (Спитигнев)
- 915-921 Вратислав I Пшемисл
- 921-935 Вацлав I Пшемисл (Вјенцеслав), Свети
- 921 Света мученица Људмила (регент)
- 935-967 Болеслав I Пшемисл, Окрутни
- 967-999 Болеслав II, Побожни
- 999-1002 Болеслав III Пшемисл, Риђи (први пут)
- 1002-1003 Владивој Пшемисл
- 1003 Болеслав III Пшемисл, Риђи (други пут)
- 1003 Јаромир Пшемисл (први пут)
- 1003 Болеслав III Пшемисл, Риђи (трећи пут)
- 1003-1004 Болеслав Храбри, не династички владар
- 1004-1012 Јаромир Пшемисл (други пут)
- 1012-1033 Олдрих Пшемисл (први пут)
- 1033-1034 Јаромир Пшемисл (трећи пут)
- 1034 Олдрих Пшемисл (други пут)
- 1035-1055 Братислав I Пшемисл
- 1055-1061 Збигњев II Пшемисл (Спитигнев)
- 1061-1092 Вратислав II Пшемисл, од 1086. године краљ Чешке
- 1092 Конрад I Пшемисл
- 1092-1100 Братислав II Пшемисл
- 1101-1107 Боривој II Пшемисл (Борживој) (први пут)
- 1107-1109 Сватоплук Пшемисл
- 1109-1117 Владислав I Пшемисл (први пут)
- 1117-1120 Боривој II Пшемисл (Борживој) (други пут)
- 1120-1125 Владислав I Пшемисл (други пут)
- 1125-1140 Собјеслав I Пшемисл
- 1140-1172 Владислав II Пшемисл
- 1172-1173 Беджих Пшемисл (први пут)
- 1173-1178 Собјеслав II Пшемисл
- 1178-1189 Беджих Пшемисл (други пут)
- 1189-1191 Конрад II Ота
- 1191-1192 Вацлав II Пшемисл (Вјенцеслав)
- 1192-1193 Отакар I Пшемисл (Отокар) (први пут)
- 1193-1197 Јиржи Бжетислав
- 1197 Владислав III Јиржи
- 1197-1230 Отакар I Пшемисл, од 1198. краљ Чешке (други пут)
- 1230-1253 Вацлав I од Чешке (Вјенцеслав)
- 1253-1278 Отакар II од Чешке (Отокар), „Краљ гвожђа и злата“
- 1278-1305 Вацлав II од Чешке (Вјенцеслав)
- 1305-1306 Вацлав III од Чешке (Вјенцеслав)

## Разне куће
- 1306 Хенрик Корушки, из Горичке династије, дошао је на власт јер је био зет Вацлава V (први пут)
- 1306-1307 Рудолф I од Чешке, из династије Хабзбурга, уз помоћ свог оца, краља Немачке, је свргнуо Хенрика
- 1307-1310 Хенрик Корушки, вратио се на власт после Рудолфове смрти (други пут)

## Луксембурзи
- 1310-1346 Јован Слепи, уз помоћ свог оца, краља Немачке, је свргнуо Хенрика
- 1346-1378 Карло I (рођен као Вацлав или Вјенцеслав, а касније је одабрао име Карло)
- 1378-1419 Вацлав VII Луксембуршки
- 1419-1437 Жигмунд Луксембуршки
  - 1420-1424 Јан Жишка, вођа побуњених хусита
  - 1424-1434 Прокоп Велики, вођа побуњених хусита

## Хабзбурзи(други пут)
- 1437-1439 Алберт II Немачки, дошао је на власт јер је био Жигмундов зет
  - 1437-1439 Казимир Јагелонац, вођа побуњеног племства
- 1453-1457 Ладислав Хабзбуршки, Посмрче

## Династија Подјебрада
- 1458-1471 Јиржи Подјебрадски, на власт га довело племство

## Јагелонци
- 1471-1516 Владислав II Јагелонац Млађи, дошао је на власт јер је био син Казимира Јагелонца.
- 1516-1526 Лудовик Јегелонац

## Хабзбурзи(трећи пут)
- 1527 — 1562 Фердинанд I, цар Светог римског царства
- 1563 – 1576 Максимилијан II, цар Светог римског царства
- 1572 – 1608 Рудолф II, цар Светог римског царства
- 1608 – 1619 Матија, цар Светог римског царства
- 1619—1620. Фридрих V Палатински, краљ ривал, не династички владар
- 1619 — 1637 Фердинанд II, цар Светог римског царства
- 1637 — 1657 Фердинанд III, цар Светог римског царства